# Andrew Cassels
Andrew Cassels, född 23 juli 1969 i Bramalea, Ontario, är en kanadensisk före detta professionell ishockeyspelare som spelade i NHL för Montreal Canadiens, Hartford Whalers, Calgary Flames, Vancouver Canucks, Columbus Blue Jackets och Washington Capitals.